# Monteros Vóley Club
O Monteros Vóley Club ,  é um clube poliesportivo argentino da cidade de Monteros com destaque para o voleibol masculino que em 2017 ascendeu a elite nacional.

## Histórico
Em 2 de outubro de 1984 ocorreu a fundação do Monteros Vóley Club,uma das poucas instuições que inicia tendo o voleibol como carro-chefe, visando gerar um espaço que abranja os cidadãos da cidade e da parte sul da província, propondo voleibol, hóquei e atletismo incialmente para prática e formação.
No ano de 1988 ocorreu a aquisição do terreno que atualmente se localiza o complexo desportivo do clube, na Rota Provincial 325, no quilômetro um, que fora utilizada muitos anos depois da compra, e a partir de 2008 quando Regino Amado assumiu a presidência do comitê diretivo, provocendo as melhorias no campo jurídico e estrutural.
Atualmente tem micro-estadio de vôlei, quadras de vôlei de praia, futebol, rugby, basquetebol, hóquei de grama, tênis, remo, piscinas climatizadas, pátios saudáveis,  climatizada, patios saludables, academias de ginásticas, vestiários, acomodações para 50 pessoas, salões de festas, estacionamento e transportes.
Cada modalidade esportiva em atividade possui representantes nos torneios diversos da região, competindo a nível provincial, regional, nacional e até mesmo internacional, as categorias de base do clube estão presentes nas categorias de base nacional.
Em 2014 participou do torneio qualificatório para Liga A2 Argentina em Paraná (Argentina), voltando a pariticpar em 2016 e alcançando a promoção a Liga A2 sob o comando do técnico Diego Isa vencendo uma etapa prévia classificatória em San Juan, sendo o primeiro colocado do grupo, avançando para a terceira fase da edição e prosseguindo posteriormente mudou de técnico contratando Alejandro Grossi e classificou-se para a fase quadrangular disputada em Buenos Aires, vencendo o Defensores de Viedma por 3-0,nova vitória pelo mesmo marcador diante do Biblioteca Rivadavia
 e foi derrotado pelo mesmo placar para o Deportivo Morón, terminando na segunda posição do grupo "F", na fase seguinte disputou o triangular, perdendo novamente para Deportivo Morón por 3-0 e nova derrotada pelo mesmo marcador diante do River Plate sendo eliminado da competição.
Na edição seguinte, ou seja, na Liga A2 de 2017 competiu novamente com a permanência de Alejandro Grossi, após nove vitórias em doze partidas terminou na primeira posição e proseguiu na competição em seu mando de jogo disputou o quandragular
vencendo todas as partidas diante de Villa Dora, Biblioteca Bernardino Rivadavia e La Matanza Vóley e avançou para o novo quadrangular, com vitórias diante de Villa Dora, Rivadavia e Ateneo Mariano Moreno avançando as semifinais vencendo o UVT de San Juan por 3 a 0 (25-21, 26-24 e 25-21) e na partida de volta novo triunfo por 3 a 1 (25-18, 25-10, 29-31 e 31-29) chegando a final e obtendo a promoção a elite nacional, na final enfrentou o Libertad Burgi Vóley vencendo-o por 3 a 1 (25-22, 22-25, 25-20 e 25-19),, perdendo na partida de volta por 3 a 2 (22-25, 25-18, 23-25, 25-17 e 11-15), tendo que jogar a terceira partida e na citada partida venceu por 3 a 2 (26-24, 22-25, 25-23, 22-25 e 15-11) e sagrou-se campeão.
Na Liga A1 2017-18 terminou a fase classificatória em oitavo  e foi eliminado nas quartas de final.

## Títulos conquistados
0 Campeonato Sul-Americano de Clubes
 0 Torneio Argentino Pré Sul-Americano
 0 Campeonato Argentino A1
 1 Campeonato Argentino A2
- Campeão:2017

 0Copa Máster
 0Copa Argentina
 0Copa Desafio
 0 Copa ACLAV